# جيوفري وليامز
جيوفري وليامز (بالإنجليزية: Geoffrey Williams)‏ هو مغني وكاتب أغاني بريطاني، ولد في 1965 في لندن في المملكة المتحدة.

## وصلات خارجية
- جيوفري وليامز على موقع ميوزك برينز (الإنجليزية)
- جيوفري وليامز على موقع أول ميوزيك (الإنجليزية)
- جيوفري وليامز على موقع ديسكوغز (الإنجليزية)